# حقبة الهادرون
حقبة الهادرون (بالإنجليزية: Hadron epoch)‏ يشير هذا المصطلح في علم الكونيات إلى الفترة المبكرة من العمر الكون التي بدأ بعد (20 ميكروثانية) من الإنفجار العظيم، هبطت خلالها الحرارة إلى مستوى كافي ليجعل الكواركات الناتجة من حقبة الكوارك السابقة تتحد لتّكون أزواج هادرون-مضاد الهادرون للحفاظ على التوازن الثرموديناميكي بين المادة والمادة المضادة؛ تلتها مرحلة فناء (مادة-مادة مضادة) ليتسبب خرق-نانوي في التناظر إلى بقاء المادة الموجودة حاليًا في الكون.
أغلب الهادرونات والهادرونات-المضادة تلاشت بفعل تفاعلات الفناء، ما عدا نسبة قليلة من الهادرونات المتبقية، يليها مرحلة تسيطر فيها الفوتونات والنيوترينوات وأزواج إلكترون-بوزيترون على الكون في حقبة اللبتونات.

## طالع أيضًا
- عمر الكون
- حقبة الفوتون
- حقبة التوحد العظمى
- حقبة الكهروضعيفة